# Broscăuții Noi, Storojineț
Broscăuții Noi (în ucraineană Нові Бросківці, transliterat Novi Broskivți și în germană Neu Broschkoutz) este un sat reședință de comună în raionul Storojineț din regiunea Cernăuți (Ucraina). Are 1,469 locuitori, preponderent ucraineni.
Satul este situat la o altitudine de 284 metri, se află pe malul râului Hlinița, în partea de nord-est a raionului Storojineț. Este amplasat la vest de satul Broscăuții Vechi, de care este practic lipit.

## Istorie
Localitatea Broscăuții Noi a făcut parte încă de la înființare din regiunea istorică Bucovina a Principatului Moldovei.  
După anexarea Bucovinei de către Imperiul Habsburgic în anul 1775, localitatea Broscăuții Noi a făcut parte din Ducatul Bucovinei, guvernat de către austrieci, făcând parte din districtul Storojineț (în germană Storozynetz). Conform datelor din Arhiva de Stat a regiunii Cernăuți, în anul 1894, în districtul Cernăuți urban din cele 15 școli primare existente 12 aveau ca limbă de predare româna (o școală – numai româna, 11 – româna alături de cea germană, ruteană sau poloneză), iar școlile din Bănila Moldovenească, Broscăuții Noi, Broscăuții Vechi, Corcești și Davideni din districtul Storojineț aveau ca limbă de predare româna .
După Unirea Bucovinei cu România la 28 noiembrie 1918, satul Broscăuții Noi a făcut parte din componența României, în Plasa Flondoreni a județului Storojineț. Pe atunci, majoritatea populației era formată din ucraineni.
Ca urmare a Pactului Ribbentrop-Molotov (1939), Bucovina de Nord a fost anexată de către URSS la 28 iunie 1940. Bucovina de Nord a reintrat în componența României în perioada 1941-1944, fiind reocupată de către URSS în anul 1944 și integrată în componența RSS Ucrainene. 
Începând din anul 1991, satul Broscăuții Noi face parte din raionul Storojineț al regiunii Cernăuți din cadrul Ucrainei independente. Conform recensământului din 1989, numărul locuitorilor care s-au declarat români plus moldoveni era de 203 (201+2), adică 14,12% din populația localității . În prezent, satul are 1.469 locuitori, preponderent ucraineni.

## Demografie
Componența lingvistică a localității Broscăuții Noi
     Ucraineană (98,09%)
     Română (1,16%)
     Alte limbi (0,68%)
Conform recensământului din 2001, majoritatea populației localității Broscăuții Noi era vorbitoare de ucraineană (98,09%), existând în minoritate și vorbitori de română (1,16%).
1989: 1.438 (recensământ)
2007: 1.469 (estimare)

### Recensământul din 1930
Componența etnică a comunei Broscăuții Noi (județul Storojineț)
     Români (93,31%)
     Evrei (4,13%)
     Polonezi (1,64%)
     Altă etnie (0,92%)
Componența confesională a comunei Broscăuții Noi
     Ortodocși (93,56%)
     Romano-catolici (2,12%)
     Mozaici (4,13%)
     Evanghelici\Luterani (0,19%)
Conform recensământului efectuat în 1930, populația comunei Broscăuții Noi se ridica la 1646 locuitori. Majoritatea locuitorilor erau români (93,31%), urmați de evrei (4,13%) și polonezi (1,64%). Alte persoane s-au declarat: germani (6 persoane), ruteni (6 persoane) și ruși (3 persoane). Din punct de vedere confesional, majoritatea locuitorilor erau ortodocși (93,56%), urmați de romano-catolici (2,12%), mozaici (4,13%) și evanghelici\luterani (0,19%).